# Neotrichia lobata
Neotrichia lobata är en nattsländeart som beskrevs av Oliver S. Flint Jr. 1974. Neotrichia lobata ingår i släktet Neotrichia och familjen smånattsländor. Inga underarter finns listade i Catalogue of Life.